# Telèfon Grillo

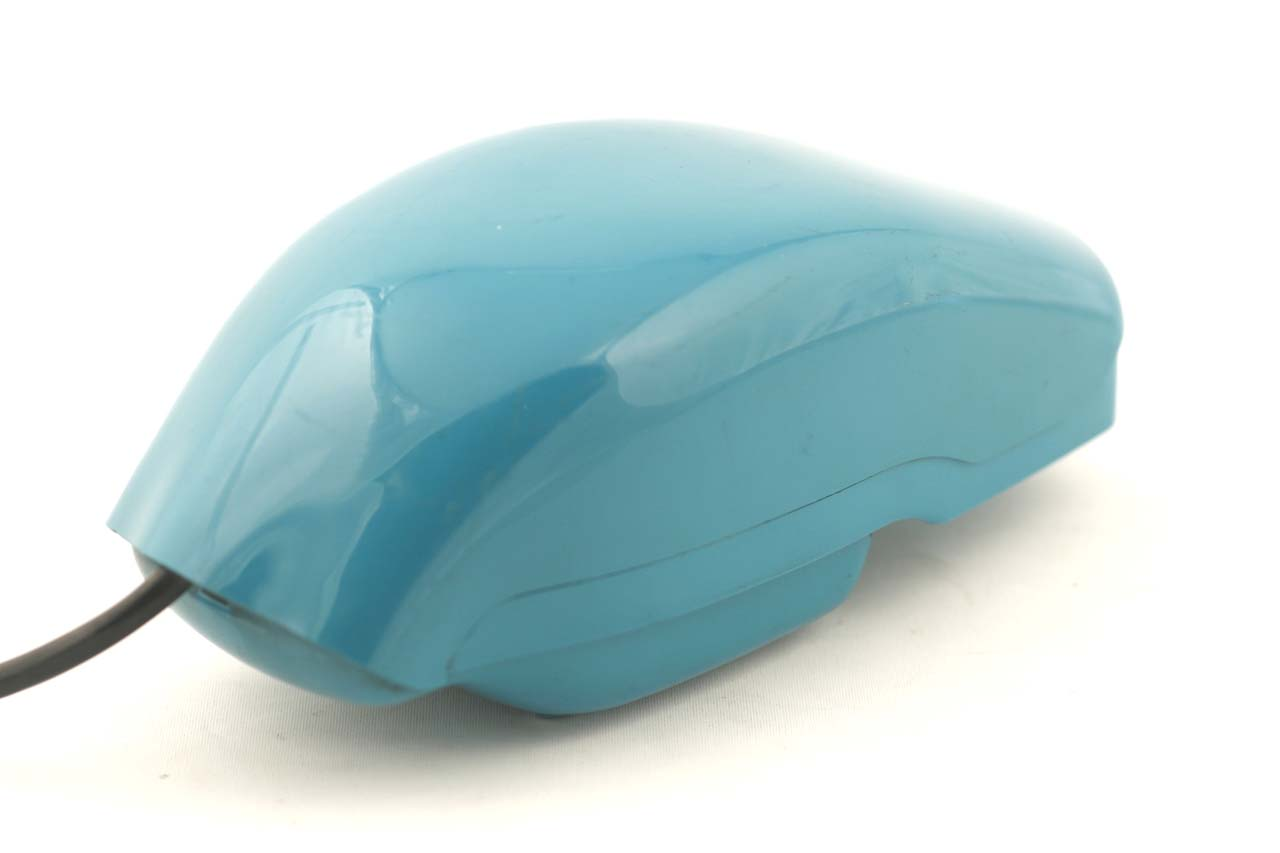
Telèfon Grillo dissenyat per Richard Sapper i Marco Zanuso

El telèfon Grillo, el primer telèfon amb factor de forma Clamshell, va ser fabricat a Itàlia per Italtel per a la Società Italiana per l'Esercizio delle Telecomunicazioni, una antiga empresa de telecomunicacions de propietat estatal que ara forma part de Telecom Italia. "Grillo" es va introduir el 1967 i va romandre en producció fins al 1979.

## Disseny

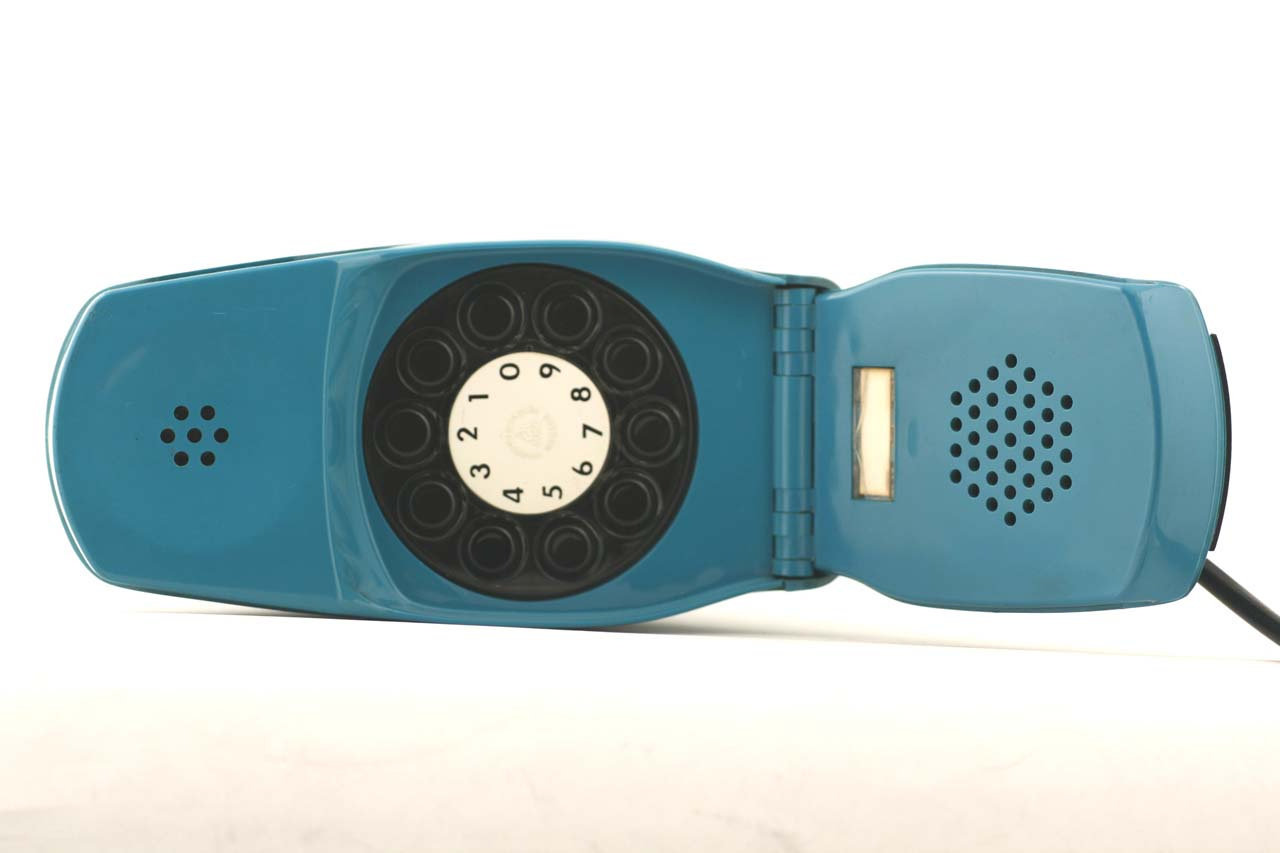
Telèfon Grillo (obert, que mostra el dial del botó)

L'estil modern, el factor de forma compacte i el disseny Clamshell d'obertura automàtica van diferenciar "Grillo" d'altres telèfons que estaven disponibles en aquell moment. Les característiques innovadores que van contribuir a la mida compacta del telèfon inclouen un dial que va substituir el mecanisme de parada del dit giratori convencional per un botó a cadascun dels forats de números que, quan s'accionava, empenyia un passador a través de la part posterior del dial per aturar el mecanisme en el seu correcte funcionament. La incorporació del mecanisme de timbre a l'endoll de la paret en lloc del propi telèfon, i l'ús d'una carcassa fina de plàstic ABS també va ajudar a reduir la seva mida i pes. El nom "Grillo", que significa cricket en italià, va ser escollit perquè el timbre del telèfon sonava com un grill.
"Grillo" va ser dissenyat l'any 1965 per Richard Sapper i Marco Zanuso, que, en equip, també van col·laborar amb empreses italianes com Brionvega, Gavina, Kartell i Alfa Romeo al llarg dels anys 60 i 70. El disseny va rebre el Compasso d'Or de Milà de 1967 i la Medalla d'Or a la Biennal de Disseny de Ljubljna de 1968 (BIO3). Exemples del telèfon es conserven a les col·leccions del Museu d'Art Modern (MoMA) de Nova York, el Centre Pompidou de París, l' it a Milà i el Museu d'Art de Filadèlfia.
El "Grillo" influiria posteriorment en el disseny de telèfons mòbils "flip phone" desenvolupats durant la dècada de 1990 com el Motorola StarTAC i razr, així com altres dispositius electrònics com ordinadors portàtils i jocs.

## En la cultura popular
El telèfon "Grillo" apareix en diversos episodis de la sèrie de televisió original de la dècada de 1960 Mission: Impossible.
Patrizia Reggiani (interpretada per Lady Gaga) utilitza un telèfon "Grillo" a la pel·lícula del 2021 House of Gucci.